# Aftab Ahmed
Aftab Ahmed (asi 1934 – 25. prosince 2013 Dháka) byl bangladéšský fotožurnalista. Působil jako hlavní fotograf bengálských novin The Daily Ittefaq. V roce 2006 získal od bangladéšské vlády ocenění Ekushey Padak.

## Kariéra
Ahmed začal svou kariéru jako fotoreportér v The Daily Ittefaq v roce 1962. Fotografoval během Bangladéšské války za nezávislost v roce 1971.

## Osobní život
Ahmed byl ženatý s Momtazou Begum (zemřela 29. června 2010). Spolu měli dvě děti, syna Monowara Ahmeda a dceru Afrozu Ahmed.

## Smrt
Dne 24. prosince 2013 byl Ahmed nalezen mrtvý ve svém domě v oblasti West Rampura v Dháce. Podle policie byly jeho ruce a nohy svázány a kolem jeho úst byl při nalezení jeho těla zabalen roubík. Dhaka Medical College márnice v postmrtvé zprávě dospěla k závěru, že jeho smrt byla způsobena uškrcením. Dne 27. března 2017 bylo za jeho vraždu odsouzeno k trestu smrti 5 lidí.